# Inchy
Inchy ist eine französische Gemeinde mit 627 Einwohnern (Stand: 1. Januar 2022) im Département Nord in der Region Hauts-de-France. Sie gehört zum Arrondissement Cambrai und ist Mitglied des Gemeindeverbands Le Cateau-Cambrésis. Die Bewohner werden Inchésiens und Inchésiennes genannt.

## Geografie
Die Gemeinde Inchy liegt am Erclin, etwa 17 Kilometer südöstlich von Cambrai. Inchy grenzt im Norden an Viesly und Briastre, im Osten an Neuvilly, im Süden an Troisvilles und im Westen an Beaumont-en-Cambrésis.

## Bevölkerungsentwicklung
| Jahr                       | 1962 | 1968 | 1975 | 1982 | 1990 | 1999 | 2010 | 2020 |
| Einwohner                  | 1231 | 1158 | 1065 | 941  | 841  | 785  | 729  | 643  |
| Quellen: Cassini und INSEE |      |      |      |      |      |      |      |      |

## Sehenswürdigkeiten
- Ehemalige Protestantische Kirche, 1857 errichtet, seit 2006 als Monument historique eingeschrieben
- Kirche Saint-Géry
- Ehemaliger Grenzstein, seit 1936 als Monument historique klassifiziert
- Soldatenfriedhof
- Mit Kopfsteinpflaster (pavés) gedeckter Straßenabschnitt von Troisvilles nach Inchy, eines der Abschnitte des Straßenradsport-Rennens Paris–Roubaix

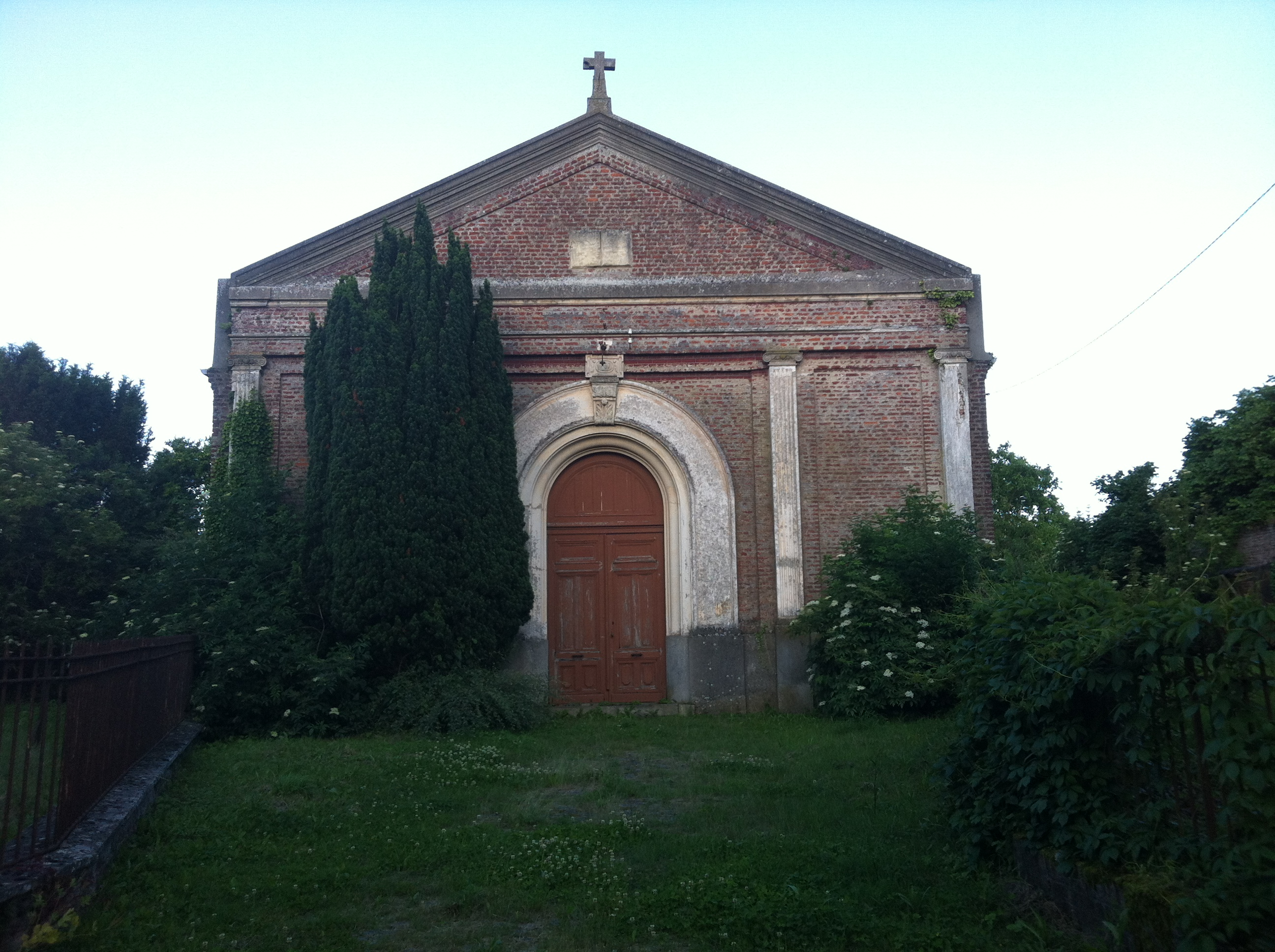
Ehemalige Protestantische Kirche
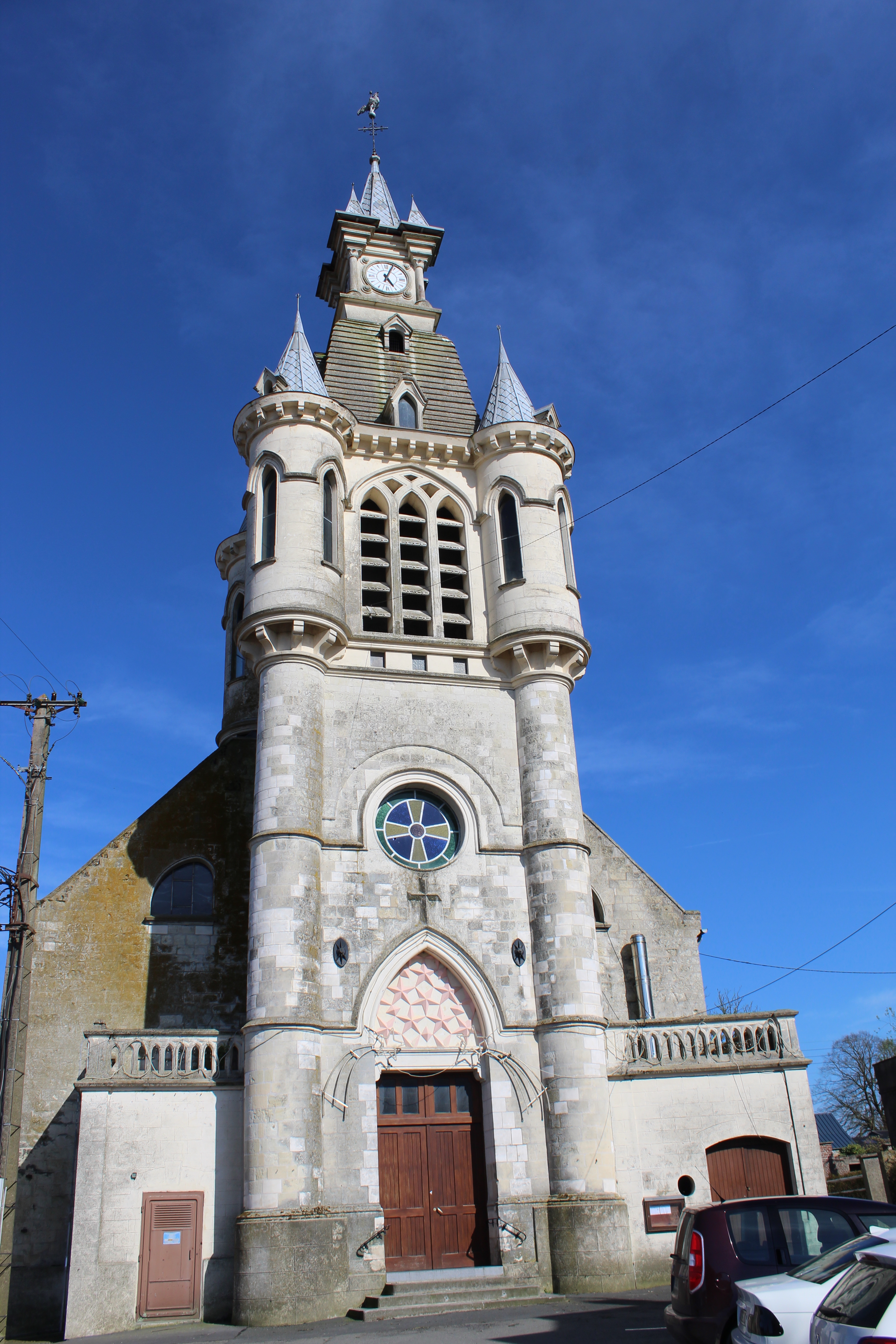
Kirche Saint-Géry
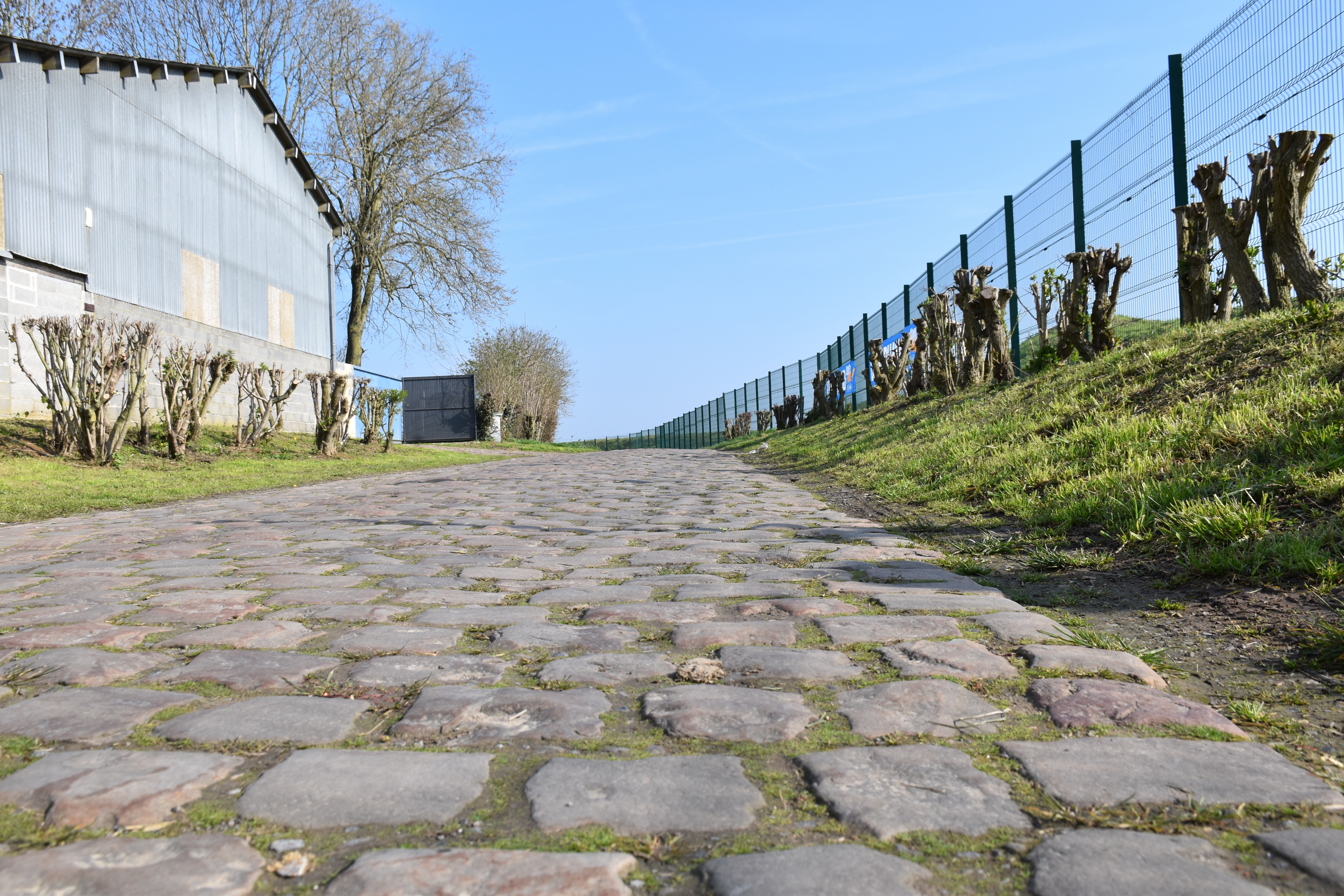
Kopfsteinpflaster
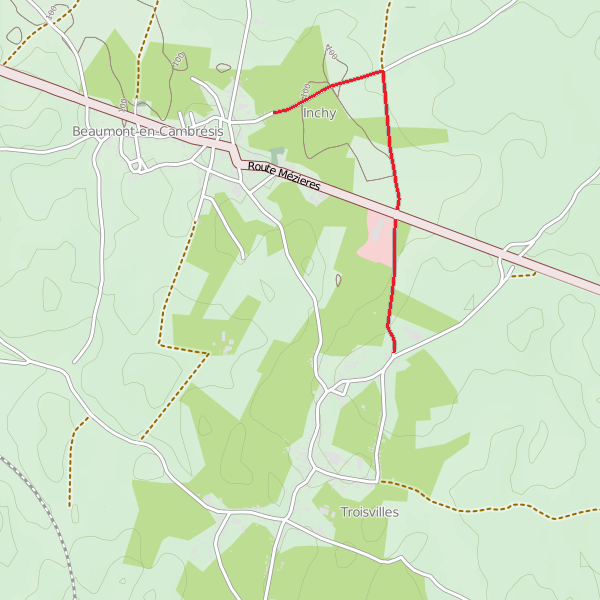
Abschnitt der mit Kopfsteinpflaster gedeckten Straße im Rennen Paris–Roubaix

## Persönlichkeiten
- Michel Scob (1935–1995), französischer Radrennfahrer, geboren in Inchy